# Goniodoris castanea
Goniodoris castanea är en snäckart som beskrevs av Joshua Alder och Hancock 1845. Goniodoris castanea ingår i släktet Goniodoris och familjen Goniodorididae. Arten är reproducerande i Sverige. Inga underarter finns listade i Catalogue of Life.